# L'illusione di Dawkins
L'illusione di Dawkins (The Dawkins Delusion?, 2007) è un'opera del biofisico e teologo britannico Alister McGrath, professore di Teologia presso il King's College London e direttore del Centre for Theology, Religion and Culture. Scritto in collaborazione con la moglie, la psicologa Johanna Collicutt McGrath, il libro è stato pubblicato in italiano nello stesso anno della sua uscita nel Regno Unito e negli Stati Uniti d'America.
Impostato in prospettiva cristiana, il saggio è una risposta alle argomentazioni di Richard Dawkins nel suo L'illusione di Dio.

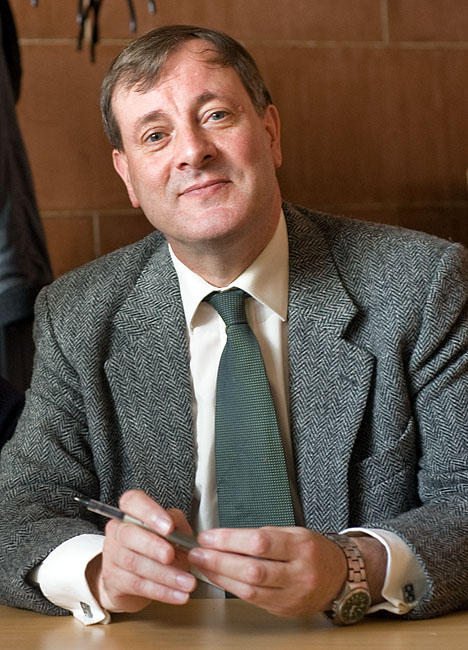
L'autore Alister McGrath, alla presentazione del suo libro in Islanda.

Alister McGrath ha studiato chimica e biofisica molecolare all'Università di Oxford prima di passare allo studio della teologia cristiana ed è inoltre l'autore di Dawkins' God: Genes, Memes, and the Meaning of Life. La moglie e coautrice, Joanna Collicutt McGrath, è diacono a Oxford e, come psicologa, tiene lezioni sulla psicologia della religione allo Heythrop College, Università di Londra.

## Sinossi
McGrath critica Dawkins per quella che ritiene una convinzione dogmatica di quest'ultimo ad un "fondamentalismo ateo" che si rifiuta di permettere alle proprie idee di essere esaminate o sfidate da altri. McGrath si oppone all'affermazione di Dawkins che la fede sia un'illusione giovanile, sostenendo come innumerevoli persone razionali abbiano scelto di convertirsi da adulti. Egli cita se stesso e Antony Flew come due esempi specifici.
Al pari di Dawkins, McGrath rifiuta come speciosa l'analogia dell'orologiaio di William Paley. Per esprimere i suoi veri sentimenti sul tema della complessità irriducibile, McGrath cita invece il lavoro di Richard Swinburne, sottolineando che la capacità della scienza di spiegare richiede a sua volta una spiegazione, e che il più economico e affidabile rendiconto di questa capacità esplicativa si trova nella nozione del Dio monoteistico del cristianesimo. Quando si considera l'argomentazione Quinque viae di Tommaso d'Aquino, alla quale Dawkins dedica notevole attenzione, McGrath interpreta le esplicazioni del teologo aquinate come affermazione di un insieme di credenze internamente coerenti, piuttosto che come un tentativo di formulare una serie di prove inconfutabili.
McGrath procede col chiedersi se la religione sia specificatamente in conflitto con la scienza: indica quindi la tesi di Stephen Jay Gould sulla "non-sovrapposizione dei magisteri", abbreviata in inglese con "NOMA", come prova che il darwinismo sia compatibile col teismo come lo è con l'ateismo. Con ulteriore riferimento alle opere di Martin Rees, di Denis Noble e di altri, McGrath sostiene una versione modificata del NOMA, che egli chiama "sovrapposizione parziale dei magisteri". Postula che Scienza e Religione co-esistano come spiegazioni ugualmente valide per due sfere parzialmente sovrapposte di esistenza, ove la prima si occupi principalmente del temporale, mentre la seconda principalmente dello spirituale, ma dove entrambe possano di tanto in tanto intrecciarsi. McGrath sostiene tale sua posizione, aggiungendo che una significativa minoranza di scienziati sono anche teisti, indicando come esempi specifici Owen Gingerich, Francis Collins e Paul Davies.
McGrath critica le proposte di Dawkins che la religione sia un sottoprodotto evolutivo e un virus memetico. McGrath esamina l'uso che Dawkins fa dell'analogia teiera di Bertrand Russell, nonché le basi della sua teoria della memetica. McGrath critica il riferimento di Dawkins a Il ramo d'oro di James Frazer, considerata come fosse un'essenziale ed autorevole opera di antropologia, mentre McGrath la considera più "un'opera impressionistica agli albori dell'antropologia" piuttosto che un testo seriamente scientifico. McGrath sottolinea inoltre la mancanza, da parte di Dawkins, di formazione in psicologia quale indicazione della sua incapacità di affrontare le questioni più importanti della fede.
Citando la descrizione che Dawkins fa del Dio dell'Antico Testamento come "un bullo gretto, ingiusto, capriccioso e malevolo", McGrath controbatte con l'affermare di non credere assolutamente in un tale Dio e che non conosce nessuno che ci creda. Mettendo quindi da parte le osservazioni di Dawkins, McGrath indica invece Gesù e il Nuovo Testamento come esempi superiori della vera natura del cristianesimo. "Gesù", sostiene McGrath, "era oggetto, non agente, di violenza"; egli suggerisce che, "lungi dall'appoggiare un'ostilità verso l'esterno, Gesù propose invece l'etica dell'affermazione verso l'esterno e i cristiani possono certamente essere accusati di non riuscire a vivere questo comandamento. Ma esso è lì, proprio nel cuore dell'etica cristiana". L'autore ritiene che Dawkins abbia ragione quando sostiene che è necessario criticare la religione, e che si ha il diritto di esigere un criterio estrinseco per interpretare i testi, ma sostiene come l'autore de L'illusione di Dio sembri ignorare come le religioni e i loro testi dispongano di mezzi intrinseci di riforma e di rinnovamento, e che pare non sia a conoscenza del simbolismo presente nei diversi brani della Bibbia che egli cita. McGrath menziona poi le opere di numerosi autori, tra cui Kenneth I. Pargament, Harold G. Koenig e Terry Eagleton, per dimostrare la sua ferma opinione che la fede religiosa sia legata ad un certo benessere.
L'illusione di Dawkins si conclude con il suggerimento che la fede in Dio sia in netta "ripresa", che L'illusione di Dio sia più teatro che dissertazione, e che il saggio di Dawkins denoti un certo "panico" provato dai non credenti.

## Ricezione critica
Publishers Weekly ha osservato: "...The Blind Watchmaker (L'orologiaio cieco) di Dawkins rimane la più bella critica delle argomentazioni naturalistiche del deismo di William Paley... [ma] non può più affermare che Tertulliano lodasse la fede cristiana a causa della sua assurdità o che la religione rendesse necessariamente violenti. I coniugi McGrath criticano, quindi, il fatto che Dawkins continui a scrivere sull'ipotesi a priori, non scientifica, che i primi credenti religiosi fossero o illusi o meretrici, non fermandosi mai a considerare le prove a suo sfavore o le credenze e pratiche complesse dei veri cristiani."
Jeremy Craddock, ex-biologo forense ora Vicario, ha scritto su Church Times che i coniugi McGrath "consultano razionalmente le prove, e ne presentano i risultati con serietà per rispondere a L'illusione di Dio... facendo molte critiche giustificate". Ha aggiunto che "Dawkins afferma che Dio è così improbabile che non può esistere, e che, se esistesse, avrebbe bisogno di spiegazione". Ma Craddock ritiene che Dawkins si contraddica affermando che la 'messa a punto dell'universo' (i valori apparentemente arbitrari per costanti, come le masse delle particelle elementari, su cui dipende l'universo che conosciamo) non abbia bisogno di tale spiegazione. Craddock conclude: "Mi dispiace che Dawkins, precedentemente un mio eroe, sia scaduto nell'insensatezza scientifica. McGrath è molto più sensato".
Bryan Appleyard in New Scientist ha scritto: "Tra le cose che... L'illusione di Dio ha conseguito, bisogna dire che abbia sicuramente apportato confutazioni straordinarie. Altisonanti saggi di... Marilynne Robinson... Terry Eagleton e... H. Allen Orr si danno da fare per raccontare quanto Dawkins si sia sbagliato. Ora entra in campo Alister McGrath con un saggio che copre un terreno simile agli altri, e in particolare analizza il grado di ignoranza di Dawkins in teologia. Naturalmente tale attacco, dalla prospettiva di Dawkins, non è affatto un attacco". Appleyard continua la recensione descrivendo il libro come un resoconto ben costruito, benché denso ma molto chiaro dal punto di vista cristiano, contro le posizioni di Dawkins.” 
Anthony Kenny ha scritto sul Times Literary Supplement come Dawkins sia spesso più preciso di McGrath sulla teologia storica. Dà una valutazione del dibattito tra Dawkins e McGrath, sostenendo però come entrambi non riescano a fare la cruciale distinzione tra il credere in Dio e la fede. Kenny afferma:

La fede è qualcosa di più della mera credenza che ci sia un Dio: è un assenso ad una presunta rivelazione di Dio, comunicata attraverso un testo sacro o una comunità religiosa. È la fede in un credo, e non mera credenza in Dio, che è il vero bersaglio di Dawkins nel suo L'illusione di Dio [...] L'idea che la fede sia un impegno irrevocabile, che va ben al di là di ogni elemento che possa essere offerto a suo sostegno, è esplicitamente affermata da pensatori cristiani, così diversi tra loro, come Tommaso d'Aquino, Søren Kierkegaard e John Henry Newman.
Mentre Kenny concorda in parte con il punto di vista di Dawkins sulla fede e sui suoi pericoli, non è invece d'accordo sul fatto che tutti coloro che credono in Dio siano irrazionali in tale credo. Non è d'accordo inoltre che la fede religiosa sia incompatibile con la scienza. Trova difficile essere in disaccordo con la conclusione di McGrath che L'illusione di Dio sia più dannosa per la scienza che per la religione, perché "la maggior parte delle persone hanno un maggiore coinvolgimento intellettuale ed emozionale nella religione che nella scienza". Se si è costretti a scegliere tra le due, come Dawkins insiste si debba, "sarà la scienza a cui si rinuncerà".

## Edizioni
- Alister McGrath con Johanna Collicutt McGrath, L'illusione di Dawkins, La bussola, Alfa & Omega editore, 2007,  pp. 96, ISBN 8888747710.